# Sainte-Luce-sur-Loire

Localització de Sainte-Luce-sur-Loire

Sainte-Luce-sur-Loire (en bretó Santez-Lusenn, en gal·ló Saentt-Luce sur Loère) és un municipi francès, situat a la regió de país del Loira, al departament de Loira Atlàntic, que històricament ha format part de la Bretanya. L'any 2006 tenia 11.776 habitants. Limita amb els municipis de Nantes a l'oest, Carquefou al nord, Thouaré sur Loire a l'est, Saint-Julien-de-Concelles al sud-est, i Basse-Goulaine al sud-oest.

## Demografia
| Evolució de la població |      |      |      |      |      |      |      |      |
| 1793                    | 1800 | 1806 | 1821 | 1831 | 1836 | 1841 | 1846 | 1851 |
| -                       | 908  | -    | -    | -    | -    | -    | -    | -    |

| 1856 | 1861 | 1866 | 1872 | 1876 | 1881 | 1886 | 1891 | 1896 |
| ---- | ---- | ---- | ---- | ---- | ---- | ---- | ---- | ---- |
| -    | -    | 1110 | -    | -    | -    | -    | -    | -    |

| 1901 | 1906 | 1911 | 1921 | 1926 | 1931 | 1936 | 1946 | 1954 |
| ---- | ---- | ---- | ---- | ---- | ---- | ---- | ---- | ---- |
| -    | -    | -    | 1105 | -    | -    | 1278 | -    | 1961 |

| 1962 | 1968 | 1975 | 1982 | 1990 | 1999  | 2006 | 2011 | 2016 |
| ---- | ---- | ---- | ---- | ---- | ----- | ---- | ---- | ---- |
| 2929 | 3420 | 5939 | 8399 | 9648 | 11261 | -    | -    | -    |

| 2019 | - | - | - | - | - | - | - | - |
| ---- | - | - | - | - | - | - | - | - |
| -    | - | - | - | - | - | - | - | - |

## Administració
| Període   | Identitat        | Partit        |
| --------- | ---------------- | ------------- |
| 1977-1983 | Félix Tessier    |               |
| 1983-2007 | Pierre Brasselet | Divers droite |
| 2007-     | Bernard Aunette  | PS            |